# Зірочки Ґранателлі
Зірочки Ґранателлі, зірочки Гранателлі (Gagea granatellii) — вид рослин із родини лілієвих (Liliaceae), що зростає в на півдні Європи й на півночі Африки.

## Середовище проживання
Зростає на південному узбережжі Франції й Корсиці, в Італії й Сицилії та Сардинії, північно-східному Алжирі, північно-західному Тунісі, в Лівії.
Росте на середньо вологих і помірно сухих лугах та чагарниках, на передгір’ях, у низьких та середніх горах, часто незалежно від рН
Для України вид наводиться для сухих схилів передгір'я Криму, зрідка; однак на думку МСОП східніші від наведених вище ідентифікації виду є помилковими.

## Синоніми
Синоніми: Ornithogalum granatellii Parl., Stellaster granatellii (Parl.) Kuntze